# Fámenin megye

Hamadn tartomány megyéinek elhelyezkedése

Fámenin megye (perzsául: شهرستان فامنین) Irán Hamadán tartománynak egyik keleti megyéje az ország nyugati részén. Északon Kabudaráhang megye, északkeleten Razan megye, keleten a Markazi tartomány területét képező Száve megye, délen, délnyugatról Hamadán megye határolják. Székhelye a 14 000 fős Fámenin városa. A megye lakossága 40 541 fő. A megye három további kerületre oszlik: Központi kerület, Pishour kerület.

## Fordítás
- Ez a szócikk részben vagy egészben  a   Famenin County című angol Wikipédia-szócikk ezen változatának fordításán alapul.  Az eredeti cikk szerkesztőit annak laptörténete sorolja fel. Ez a jelzés csupán a megfogalmazás eredetét és a szerzői jogokat jelzi, nem szolgál a cikkben szereplő információk forrásmegjelöléseként.